# Celso Bugallo
Celso Bugallo Aguiar (né le 12 mars 1947 à Sanxenxo) est un acteur espagnol.

## Filmographie
- 2008 : La Nuit des tournesols : Amadeo, un policier
- 2010 : Amador de Fernando León de Aranoa : Amador
- 2021 : El buen patrón, de Fernando León de Aranoa
- 2024 : L'Affaire Asunta : Eloy Malvar.

## Récompenses
- 2004 : Prix Goya du meilleur acteur dans un second rôle